# Henry Slocum (tenisista)
Henry Warner Slocum junior (ur. 28 maja 1862 w Syracuse, zm. 22 stycznia 1949) – amerykański tenisista, zwycięzca mistrzostw Stanów Zjednoczonych w grze pojedynczej i podwójnej.

## Kariera tenisowa
Był synem Henry’ego Warnera (seniora), generała w czasie wojny secesyjnej i członka Izby Reprezentantów. Ukończył prawo na Uniwersytecie Yale, uczestnicząc w akademickich rozgrywkach futbolowych i tenisowych.
Od 1884 uczestniczył także w mistrzostwach Stanów Zjednoczonych (obecnie US Open), w 1887 dochodząc po raz pierwszy do finału. W finale turnieju pretendentów (All Comers) pokonał Howarda Taylora, ale we właściwym finale (challenge round) musiał uznać wyższość Richarda Searsa. Rok później Slocum wykorzystał nieobecność Searsa i w finale turnieju pretendentów ponownie pokonał Taylora, a tytuł przypadł mu walkowerem (zgodnie z regulaminem Sears, jako obrońca tytułu, miał zagwarantowany udział w kolejnym finale challenge round). Tym samym został drugim w historii zwycięzcą mistrzostw Stanów Zjednoczonych.
W 1889 Slocum obronił tytuł po pokonaniu Quincy’ego Shawa. Rok później poniósł porażkę w finale z Oliverem Campbellem, po czym zrezygnował ze startu w mistrzostwach w 1891 roku. W latach 1892–1902 nie startował w turnieju, zajmując się praktyką prawniczą w Nowym Jorku.
W latach 1892–1893 funkcję prezesa Amerykańskiego Stowarzyszenia Tenisowego. Powrócił do regularnej rywalizacji w 1903 i uczestniczył jeszcze w dziewięciu turniejach mistrzowskich.
W 1888 i 1889 Slocum był liderem rankingu amerykańskiego. W mistrzostwach Stanów Zjednoczonych wygrał także jeden raz konkurencję debla, z Howardem Taylorem w 1889. Ponadto dwukrotnie przegrywał w finałach debla, w 1885 w parze z Percym Knappem i w 1887 wspólnie z Howardem Taylorem.
W 1955 został wpisany do grona pierwszych członków Międzynarodowej Tenisowej Galerii Sławy.

### Finały w turniejach wielkoszlemowych

#### Gra pojedyncza (2–2)
| Końcowy wynik | Nr | Data | Turniej                              | Nawierzchnia | Przeciwnik      | Wynik finału       |
| ------------- | -- | ---- | ------------------------------------ | ------------ | --------------- | ------------------ |
| Finalista     | 1. | 1887 | U.S. National Championships, Newport | Trawiasta    | Richard Sears   | 1:6, 3:6, 2:6      |
| Zwycięzca     | 1. | 1888 | U.S. National Championships, Newport | Trawiasta    | Howard Taylor   | 6:4, 6:1, 6:0      |
| Zwycięzca     | 2. | 1889 | U.S. National Championships, Newport | Trawiasta    | Quincy Shaw     | 6:3, 6:1, 4:6, 6:2 |
| Finalista     | 2. | 1890 | U.S. National Championships, Newport | Trawiasta    | Oliver Campbell | 2:6, 6:4, 3:6, 1:6 |

#### Gra podwójna (1–2)
| Końcowy wynik | Nr | Data | Turniej                              | Nawierzchnia | Partner       | Przeciwnicy                    | Wynik finału            |
| ------------- | -- | ---- | ------------------------------------ | ------------ | ------------- | ------------------------------ | ----------------------- |
| Finalista     | 1. | 1885 | U.S. National Championships, Newport | Trawiasta    | Percy Knapp   | Joseph Clark Richard Sears     | 3:6, 0:6, 2:6           |
| Finalista     | 2. | 1887 | U.S. National Championships, Newport | Trawiasta    | Howard Taylor | James Dwight Richard Sears     | 4:6, 6:3, 6:2, 3:6, 3:6 |
| Zwycięzca     | 1. | 1889 | U.S. National Championships, Newport | Trawiasta    | Howard Taylor | Oliver Campbell Valentine Hall | 6:1, 6:3, 6:2           |